# Filipe Carlos, duque de Valois
Filipe Carlos de Orleães, petit-fils de France, duque de Valois (em francês: Philippe-Charles d’Orléans; 16 de Julho de 1664 – 8 de Dezembro de 1666) foi um príncipe francês e neto de França. Recebeu o título de duque de Valois aquando do seu nascimento. Foi um sobrinho do rei Luís XIV que viveu pouco tempo.

## Biografia
Nascido no Palácio de Fontainebleau em Julho de 1664, recebeu imediatamente o título de duque de Valois. O seu pai, o príncipe Filipe da França, conhecido na corte como Monsieur era casado com a princesa Henriqueta Ana de Inglaterra, filha do rei Carlos I de Inglaterra, deposto do trono e condenado à morte pouco depois, e da francesa Henriqueta Maria. Assim, os seus pais eram primos direitos.
Recebeu os nomes do seu pai, Filipe e do seu avô materno, Carlos.
O nascimento de Filipe Carlos, ajudou a harmonizar a relação complicada dos seus pais; o seu pai era homossexual e mantinha uma relação de longa duração com um amante conhecido como o Chevalier de Lorraine. Por outro lado, o seu pai queixava-se que Henriqueta (conhecida simplesmente como Madame) seduzia outros homens na corte, incluindo o próprio rei. Na corte, corria o rumor de que a irmã de Filipe Carlos, a princesa Maria Luísa, era, na verdade, filha do rei.
Após a morte da rainha-mãe, a arquiduquesa Ana da Áustria em Janeiro de 1666, Luís XIV prometeu educar Filipe Carlos juntamente com o seu primo le Grand Dauphin. No entanto, no final do ano, Filipe Carlos adoeceu e acabaria por morrer no Palais-Royal em Paris, a residência dos seus pais. Foi sepultado na Basílica de Saint Denis, nos arredores de Paris.

## Genealogia
| Filipe Carlos, duque de Valois | Pai: Filipe I, Duque de Orleães   | Avô paterno: Luís XIII de França              | Bisavô paterno: Henrique IV de França                              |
| Filipe Carlos, duque de Valois | Pai: Filipe I, Duque de Orleães   | Avô paterno: Luís XIII de França              | Bisavó paterna: Maria de Médici                                    |
| Filipe Carlos, duque de Valois | Pai: Filipe I, Duque de Orleães   | Avó paterna: Ana de Áustria, rainha de França | Bisavô paterno: Filipe III de Espanha                              |
| Filipe Carlos, duque de Valois | Pai: Filipe I, Duque de Orleães   | Avó paterna: Ana de Áustria, rainha de França | Bisavó paterna: Margarida de Áustria, Rainha de Portugal e Espanha |
| Filipe Carlos, duque de Valois | Mãe: Henriqueta Ana de Inglaterra | Avô materno: Carlos I de Inglaterra           | Bisavô materno: Jaime VI da Escócia e I de Inglaterra              |
| Filipe Carlos, duque de Valois | Mãe: Henriqueta Ana de Inglaterra | Avô materno: Carlos I de Inglaterra           | Bisavó materna: Ana da Dinamarca                                   |
| Filipe Carlos, duque de Valois | Mãe: Henriqueta Ana de Inglaterra | Avó materna: Henriqueta Maria de França       | Bisavô materno: Henrique IV de França                              |
| Filipe Carlos, duque de Valois | Mãe: Henriqueta Ana de Inglaterra | Avó materna: Henriqueta Maria de França       | Bisavó materna: Maria de Médici                                    |

## Títulos, formas de tratamento e brasão de armas
- 16 de Julho de 1664 – 8 de Dezembro de 1666 Sua Alteza Real, o duque de Valois (Monseigneur le duc de Valois)